# Jacob Heinrich von Flemming

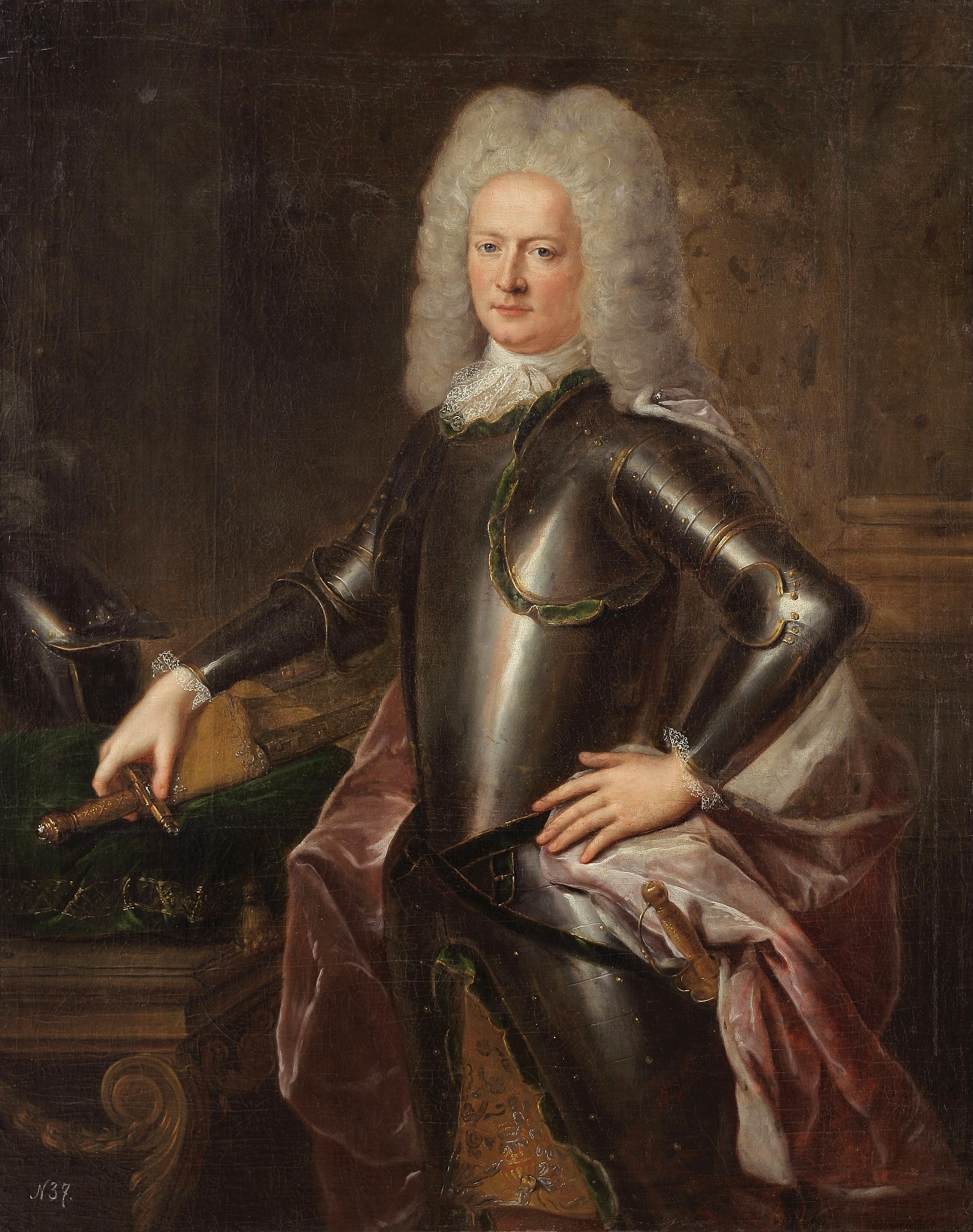
Porträt des Jacob Heinrich von Flemming (ca. 1720–30)

Jacob Heinrich von Flemming, ab 1700 Jacob Heinrich Graf von Flemming, normiert Jakob Heinrich Graf von Flemming, (* 3. März 1667 in Hoff, Hinterpommern; † 30. April 1728 in Wien) war der einflussreichste Minister Augusts des Starken und dessen Armeechef. Er prägte für fast zwei Jahrzehnte die sächsisch-polnische Politik.
Nominell trug er die Amtsbezeichnungen königlich-polnischer und kurfürstlich-sächsischer Generalfeldmarschall, wirklicher Geheimer Rat und Kabinettsminister, Großstallmeister des Großherzogtums Litauen, Generalfeldzeugmeister der Krone Polens, Geheimer Kriegsrat. Er war Ritter des Elefanten-, Johanniter- und St.-Andreasordens und u. a. Herr der Herrschaften Slawentzitz, Schlabervizevia, Wolezin, Burg- und Schloßgesessener zu Martentin und Boehe (Boeck) sowie Erblandmarschall von Hinterpommern.

## Leben
Flemming entstammte dem hinterpommerschen Uradelsgeschlecht Flemming. Er war der Sohn des kurbrandenburgischen Geheimen Rats und Präsidenten des hinterpommerschen Hofgerichts Georg Caspar von Flemming (1630–1703), der sich beim Kaiser am 16. November 1700 für sich und seinen Bruder bei der Erhebung zum Reichsgrafen den von seinen Vorfahren geführten Grafenstandes mit der Anrede „Hoch- und Wohlgeboren“ bestätigen ließ. Flemmings Onkel, der Bruder seines Vaters, war Heino Heinrich von Flemming, kursächsischer und ab 1690 kurbrandenburgischer Feldmarschall.
Flemmings Brüder waren der kursächsische Kammerherr Joachim Friedrich von Flemming sowie der kursächsische Generalleutnant Bogislaw Bodo von Flemming. Seit 1695 übten sie das brandenburgische Hofamt eines Erblandmarschalls von Hinterpommern aus, das der Familie im 14. Jahrhundert übertragen worden war.

### Anfänge und polnischer Kronerwerb
Flemming machte nach vollendetem Jurastudium (1688) eine Reise nach England und trat hierauf in brandenburgische Dienste. Er befand sich 1689 bei der Belagerung von Kaiserswerth und Bonn, 1690 bei der Schlacht von Fleury, 1691 bei Leuze und wurde im selben Jahr in den Johanniterorden aufgenommen. 1692 nahm er als kurbrandenburgischer Adjutant an der Aktion bei Heilbronn teil und im nächsten Jahr unter dem Kommando des Herzogs von Schomberg an der Schlacht bei Marsaglia im Piemont.
Danach wechselte er in kursächsische Dienste; Kurfürst Johann Georg IV. ernannte ihn zum Oberst und Generaladjutanten. Nach dem Tod des Kurfürsten (1694) wurde Flemming von dessen Nachfolger, dem Kurfürsten Friedrich August, als Generaladjutant übernommen, vor allem weil dieser im Gegensatz zu Flemming nur unzureichend Französisch sprach, aber auch Flemming als tapferen Soldaten kennengelernt hatte.
Da Flemming außer Deutsch und Französisch fließend Englisch, vor allem aber Polnisch sprach und in Polen eine weitläufige, einflussreiche Verwandtschaft hatte (er war unter anderem mit dem polnischen Großschatzmeister Przebendowski verschwägert), ernannte ihn Kurfürst Friedrich August von Sachsen, der die Wahl zum König von Polen anstrebte, 1697 zum Gesandten in Warschau. Seit dem Tod Königs Johann III. Sobieski 1696 war die polnisch-litauische Krone vakant. Flemming sah, dass nur etwa ein Viertel der Stimmen auf August entfallen würde, und bediente sich einer unkonventionellen Taktik, um diesem die Krone zu sichern – anstatt seinen Herrscher direkt zu begünstigen, half er immer neuen Kandidaten (z. B. Don Livio Odescalchi, dem Neffen des Papstes), bis es am Ende noch acht weitere gab und die Konkurrenz hoffnungslos zersplittert war. Trotz diesem Umstand – sowie gewaltiger Zahlungen an die Wahlberechtigten (39 Millionen Reichstaler) – wurde es am Ende ein Kopf-an-Kopf-Rennen mit dem Prinzen Conti, den er aber vor vollendete Tatsachen stellte – während jener aus Frankreich erst anreiste, schwor Flemming stellvertretend für August den Starken öffentlich den Eid auf die Pacta conventa.

### Politische und militärische Führungsrolle

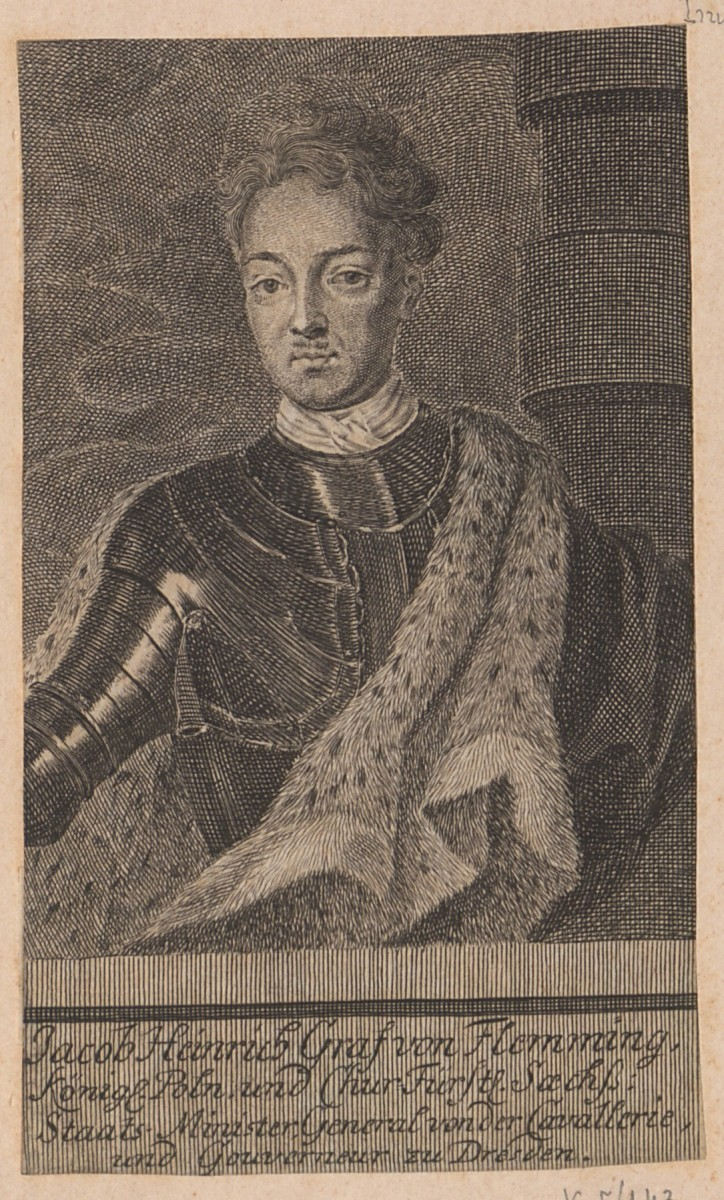
Kupferstich als Kavalleriegeneral und Gouverneur von Dresden (um 1707) mit polnischer Haartracht

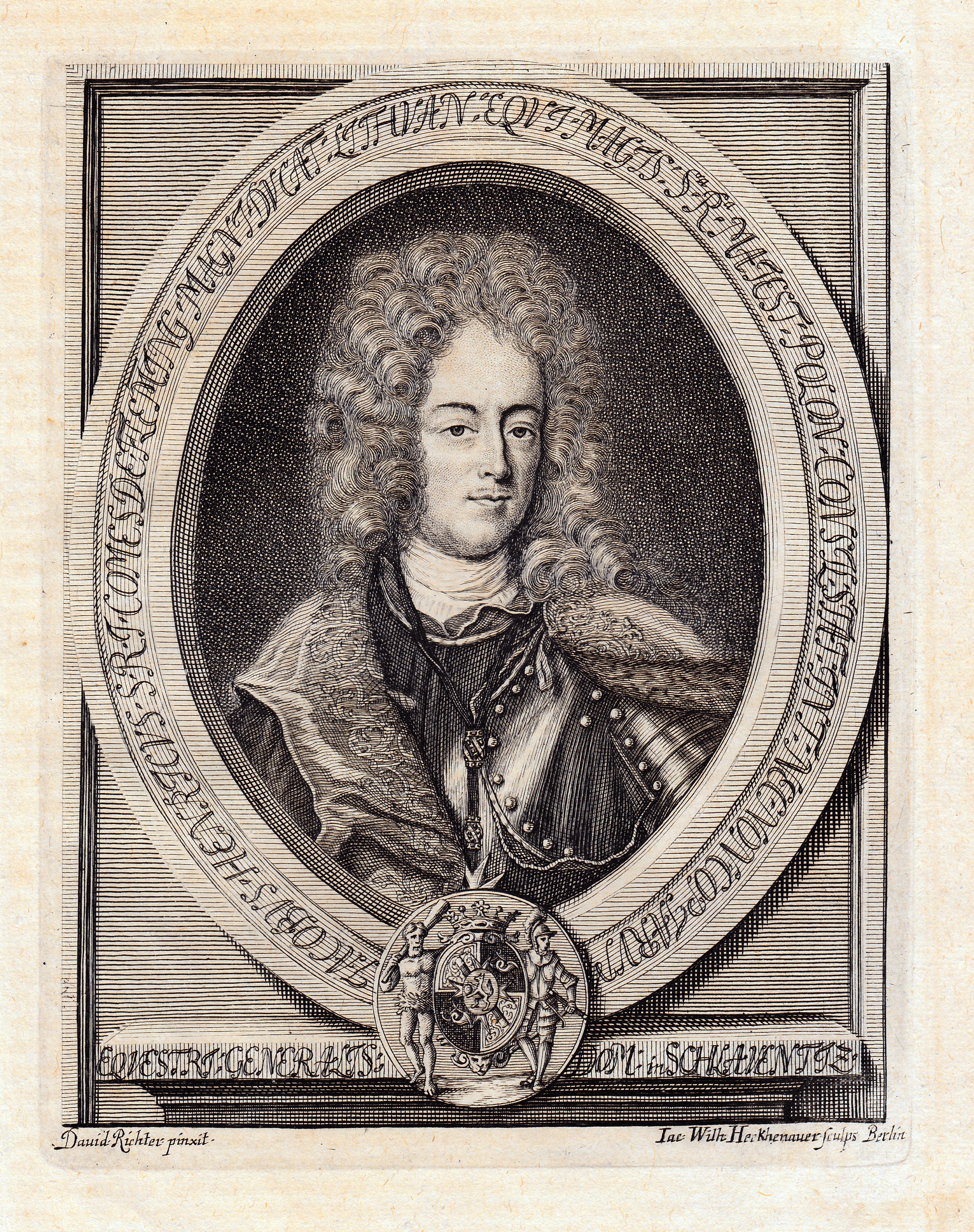
Kupferstich als Kavalleriegeneral (vor 1712)

Der frisch gekrönte König August II. von Polen-Litauen ernannte Flemming 1698 zum Generalmajor des kursächsischen Heeres, Geheimen Kriegsrat und Generalpostmeister von Sachsen (letzteres Amt verkaufte Flemming für 150.000 Taler). 1699 wurde Flemming zum Generalleutnant und Großstallmeister von Litauen befördert.
Im Jahr 1700 nahm Flemming mit wechselndem Erfolg am Livland-Kurland-Feldzug teil, mit dem August der Starke den Großen Nordischen Krieg gegen Karl XII. eröffnete. Der trotz seiner Warnungen unternommene, jedoch gescheiterte Überfall auf Riga führte Sachsen-Polen in den militärischen Konflikt mit der Großmacht Schweden. Flemming eroberte dabei mit seinen Truppen zunächst die Düna-Schanze bei Riga und benannte sie in „Augustenburg“ um, doch 1701 schlugen die Schweden das verbündete russisch-sächsische Heer in der Schlacht an der Düna. 1702 wurde er in der Schlacht bei Klissow schwer verwundet und 1703 als Gesandter nach Kopenhagen geschickt. Innenpolitisch sorgte er im gleichen Jahr für den Sturz des Großkanzlers Wolf Dietrich von Beichlingen, an dessen Besitz er sich persönlich bereicherte. Dabei wirkte er mit dem kurfürstlichen Statthalter Anton Egon von Fürstenberg-Heiligenberg zusammen, dessen Einfluss er aber danach zurückdrängte.
Im Jahr 1705 machte ihn der Kurfürst zum General der Kavallerie und Kriegsminister. Er wurde außerdem mit den auswärtigen Angelegenheiten im neu gebildeten Geheimen Kabinett beauftragt. Im Frieden von Altranstädt 1706 verlangte Karl XII. Flemmings Auslieferung, denn er habe Güter in Pommern und sei somit schwedischer Untertan. Flemming befreite seinen Kurfürsten aus dieser Zwickmühle, indem er nach Preußen abreiste – sein Titel als Erblandmarschall von Hinterpommern kam ihm nun zupass, denn er konnte sich so in Preußen jederzeit frei bewegen. Als die Schweden aus Polen abgezogen waren (Karl XII. wandte sich gegen Russland und wurde 1709 bei Poltawa geschlagen), holte August der Starke (nun erneut König von Polen) Flemming 1707 als Gouverneur der Residenz Dresden zurück.
Im Jahr 1712 wurde Flemming zum Generalfeldmarschall (und damit zum Armeechef des Kurfürstentums) sowie Geheimen Kriegsrat-Präsident ernannt und führte im Pommernfeldzug 1715/1716 die sächsischen Truppen gegen die Schweden unter Magnus Stenbock, unter anderem bei den Belagerungen von Stralsund und Tönning und in der Schlacht bei Gadebusch. Ungleich wichtiger als seine militärischen Leistungen war jedoch sein Wirken als stets loyaler und omnipräsenter Diplomat und Minister. 1712 verlieh ihm der Kurfürst das Amt des dirigierenden Ministers und somit faktisch die Stellung eines Premierministers mit alleinigem Vortragsrecht. Diese Position, verbunden mit der dauerhaften Gunst seines Dienstherrn sowie dem systematisch aufgebauten Netzwerk in Diplomatie, Politik und Verwaltung ermöglichten es Flemming, seine nunmehr unangefochtene Führungsrolle in der sächsisch-polnischen Politik bis zu seinem Tod behaupten.
1713 sorgte er dafür, dass die königliche Mätresse, Constantia von Cosel, die zunehmend versuchte, August II. durch ihre dem Kaiser verpflichtete Politik zu beeinflussen, durch Maria Magdalena von Dönhoff, Tochter des polnischen Kronmarschalls Kazimierz Ludwik Bieliński, ersetzt und vom Hof verbannt wurde.
Im Jahr 1715 führte Flemming nach dem siegreichen Ende der Kampfhandlungen in Norddeutschland die sächsischen Truppen nach Polen, die er dort unterhalten wollte. Dagegen und gegen seine Pläne, die polnische Königskrone im Hause der Wettiner erblich zu machen, bildete sich 1715 die Konföderation von Tarnogród, deren Truppen er im Dezember 1715 bei Sandomierz schlug. Danach verhandelte er mit den Konföderierten und erreichte immerhin 1716 die erneute Anerkennung Augusts als König von Polen, allerdings musste das sächsische Heer bis auf 1.200 Mann Garde aus Polen abziehen. Dieses Ergebnis wurde im „Stummen Sejm“ 1717 bestätigt. Flemming selbst diente als stärkste Stütze der fragilen Personalunion, die er durch seine nahen verwandtschaftlichen Beziehungen zum polnischen Hochadel geradezu persönlich verkörperte. Nacheinander heiratete er zwei Frauen aus polnischen Magnatenfamilien.

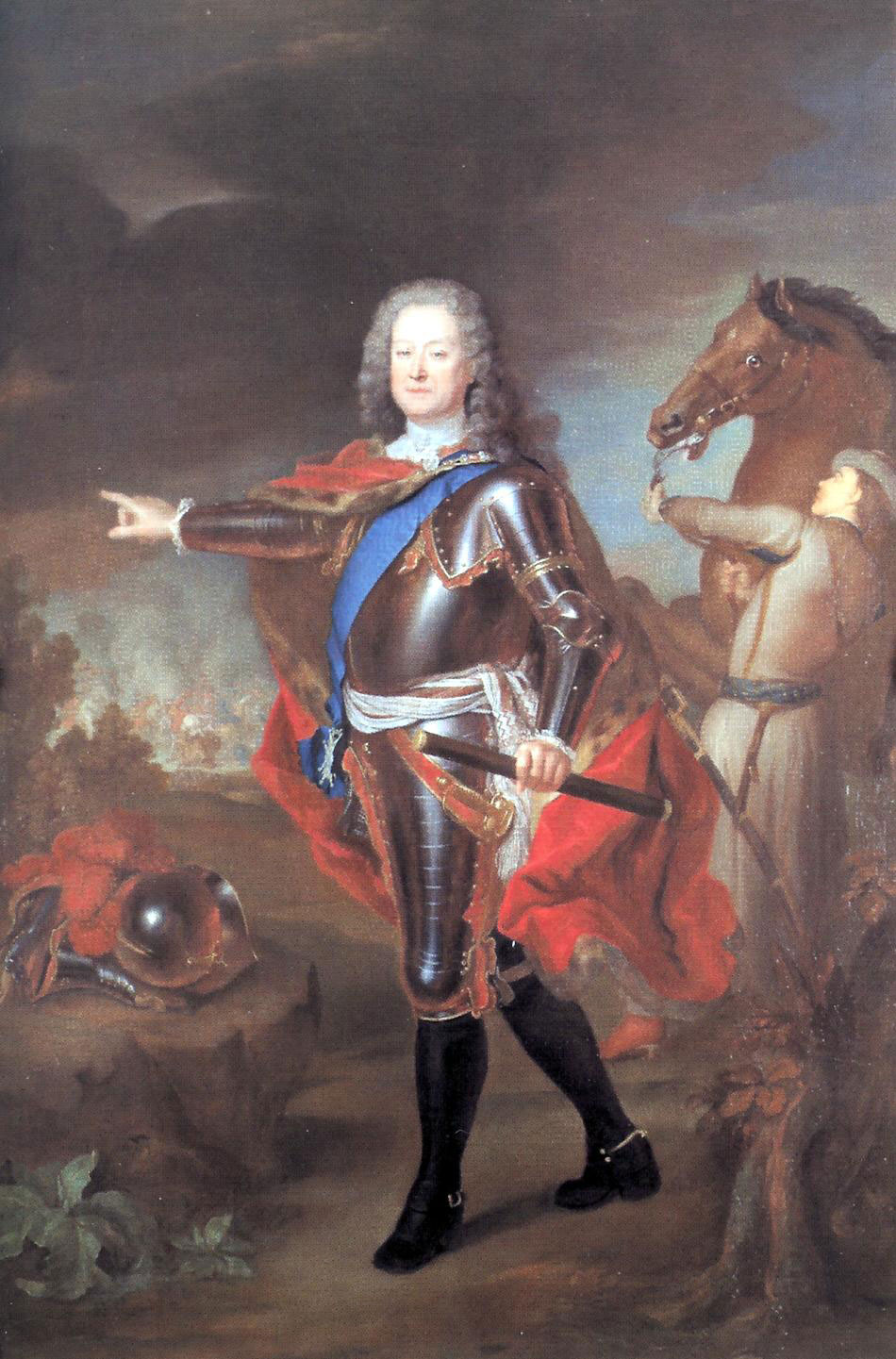
Porträt von Louis de Silvestre (aus dem Todesjahr 1728), Sammlung Schloss Njaswisch

Flemming übte auch erheblichen Einfluss auf die Beziehungen zu Brandenburg-Preußen aus, von 1697 bis 1728 war er – mit Unterbrechungen – als außerordentlicher Gesandter in Berlin akkreditiert und wirkte häufig als Mittelsmann zwischen dem Wiener Hof (Prinz Eugen von Savoyen) und Friedrich Wilhelm I. Ab 1717 verschlechterten sich allerdings die Beziehungen im Kontext der konfessionellen Krise des Reichsverbands. Im Jahr 1719 unterzeichnete Flemming das Bündnis Augusts des Starken mit dem Kaiser und Hannover gegen Preußen und erhielt das Oberkommando über die gesamte polnische Kronarmee. Im selben Jahr brachte er den Ehevertrag zwischen dem katholisch gewordenen Kurprinzen Friedrich August und der Erzherzogin Maria Josefa zum Abschluss. Seit 1723 gelang ihm aber eine schrittweise Normalisierung der Beziehungen zu Preußen – bis hin zum Abschluss des Freundschaftsvertrags von 1728, aus dessen Anlass der „Soldatenkönig“ in Flemmings Dresdner Haus zu Gast war. Von Flemming nahm in den Jahren 1718, 1722 und 1729 am Sächsischen Landtag als Vertreter der Ritterschaft im Engeren Ausschuß teil.
Flemming wirkte aber auch als innenpolitischer Reformer und verbesserte die Staatsverwaltung Sachsens. Er sorgte für die Herausbildung einer zuverlässigen Beamtenschaft, trennte die Finanzen von „Hof“ und „Staat“ und leitete weitere Reformen ein, beraten vom Ökonomen Marperger. Um die negativen Folgen des landesherrlichen Glaubenswechsels abzumildern, wandte er – selbst ein toleranter, katholisch verheirateter Lutheraner – sich nachdrücklich gegen jede Art von konfessionell motivierter Politik. Flemming korrespondierte mit zahlreichen gelehrten Zeitgenossen. Er verfasste auch selbst einige lateinische theologische Abhandlungen.

### Privates
Im Hauptberuf Soldat und Politiker, schuf er sich gleichzeitig durch fortwährende wirtschaftliche Betätigung ein beträchtliches Privatvermögen, vor allem durch geschickten Handel mit Rittergütern und Immobilien, aber auch mit industriellen Aktivitäten. So war er zwischen 1702 und 1714 Besitzer der Standesherrschaft Slawentzitz und gilt als einer der Wegbereiter des oberschlesischen Hüttenwesens. 1709 ließ er in Slawentzitz und dem nach ihm benannten Nachbarort Jakobswalde sowie in Blechhammer (Blachownia Śląska) mehrere Eisen- und Messinghämmer errichten, wobei letzterer zu dieser Zeit als das modernste Hüttenwerk in Oberschlesien galt. Für eine Messingfabrik, eine Drahtfabrik und eine Spiegelfabrik, die bald hinzukamen, warb er mit Steuerbefreiungen Arbeiter aus dem Erzgebirge und Brandenburg an. Mit Gottfried Wilhelm Leibniz schloss er 1703 einen Gesellschaftsvertrag über die in Sachsen geplante Seidenproduktion. Slawentzitz tauschte er 1714 mit Adolph Magnus Graf von Hoym gegen Schloss Burgscheidungen mit Anteilen von Kirchscheidungen. 1718 erwarb er Nebra mit Birkigt hinzu. 1721 veräußerte er die Güter wieder weiter. 1719 hatte er auch Lichtenwalde günstig ersteigert, um es 1722 weiterzuverkaufen. 1724 kaufte er die Herrschaft und Burg Posterstein im Altenburger Land.
Im Jahr 1714 erwarb er das Palais Flemming-Sulkowski in Dresden, ließ es erweitern und mit einem prächtigen Treppenhaus ausstatten; 1724 veräußerte er es an den König, übernahm es jedoch von 1726 bis 1728 erneut. 1715 errichtete er ferner den heutigen Elbflügel des Japanischen Palais in Dresden, das er 1717 an den König veräußerte und von 1722 bis 1726 wieder zurückerhielt. Als Sommerresidenz vor den Toren Dresdens gab er um 1725 das Schloss Übigau in Auftrag, welches er aber bereits kurz vor Fertigstellung an Kurfürst August den Starken verkaufte. 1724 erwarb er aus der Konkursmasse des hoch verschuldeten Hof- und Justizrates Thomas August von Fletscher das Schloss Crossen, das dann als einzige seiner Erwerbungen für viele Generationen (bis 1925) im Besitz seiner Familie blieb, während die anderen Besitze sehr bald (Posterstein aber erst 1833) verkauft wurden. Seine Hinterlassenschaft wurde auf 14 bis 16 Millionen Taler geschätzt, wobei seine Witwe dann aber die Hälfte an die landesherrliche Kammer auszahlen musste.
Nachdem er sich von seiner ersten Gemahlin, der Gräfin Franziska Sapieha hatte scheiden lassen, heiratete Flemming 1725 die Prinzessin Thekla Radziwill, die Tochter des litauischen Großkanzlers Karol Stanisław Radziwiłł. Seine drei Söhne starben jung.
Jacob Heinrich Graf von Flemming starb am 30. April 1728 auf einer diplomatischen Reise in Wien. Sein Leichnam wurde, um den zeitüblich prunkvollen, aber kostspieligen Trauerkondukt über die lange Strecke zu vermeiden, in einem Schrankkoffer nach Sachsen zurückgebracht und auf seinem 1724 ersteigerten Gut Putzkau bei Bautzen in der Gruft der dortigen Marienkirche beigesetzt.
Eine moderne politische Biografie unter Auswertung von Flemmings gewaltiger Korrespondenz liegt bis heute nicht vor.

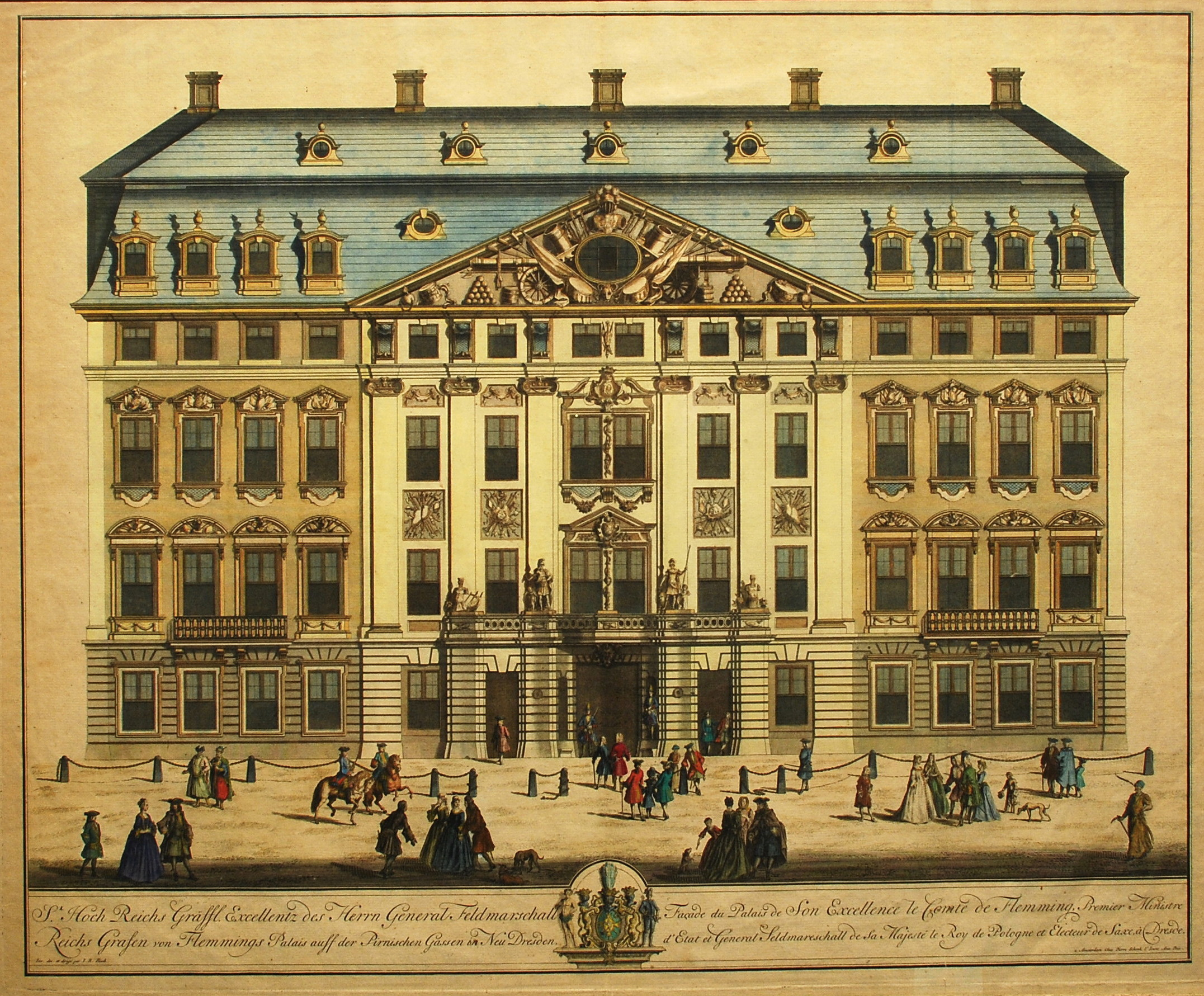
Flemmings Dresdner Stadt-Palais 1715
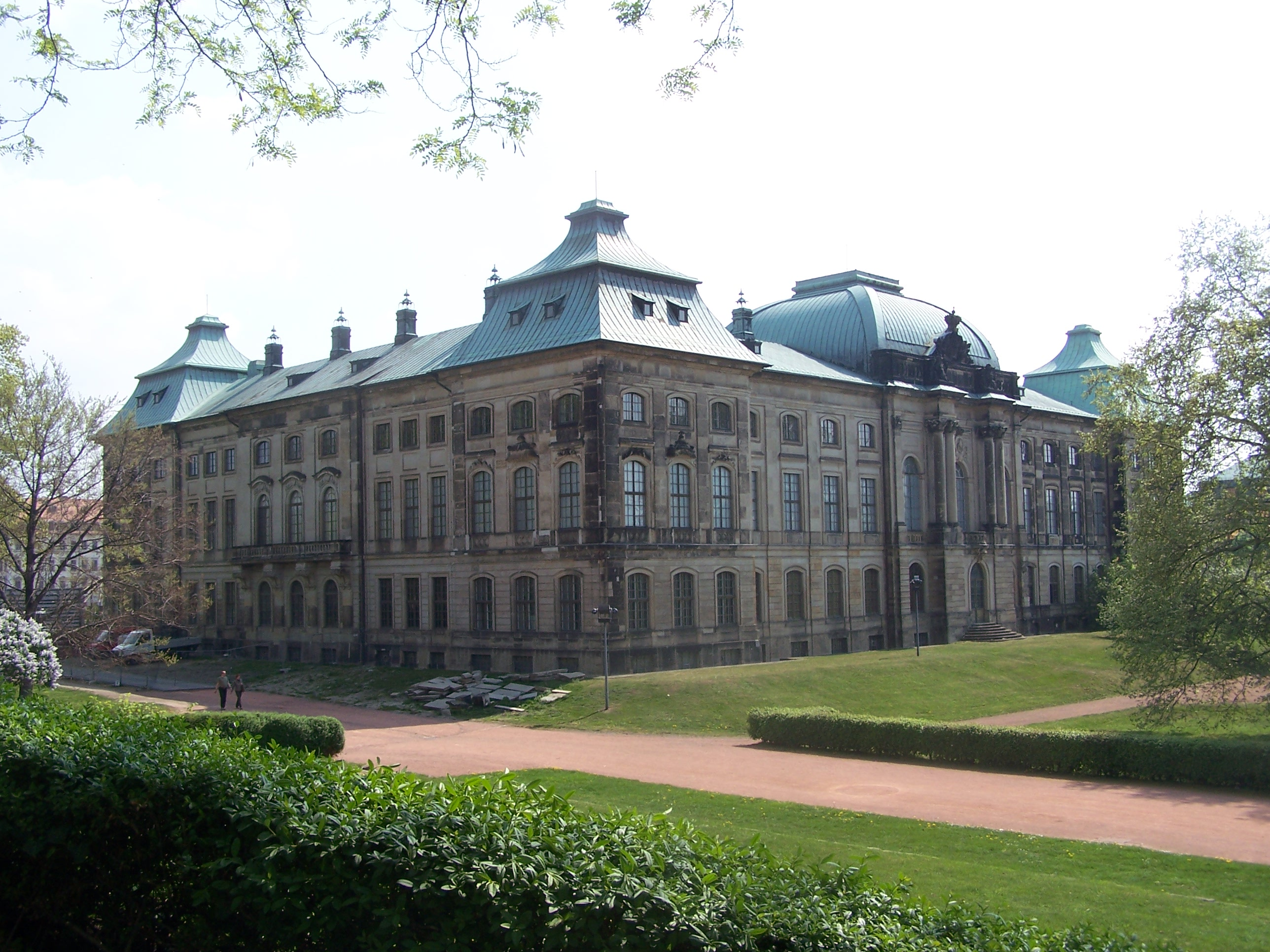
Japanisches Palais in Dresden
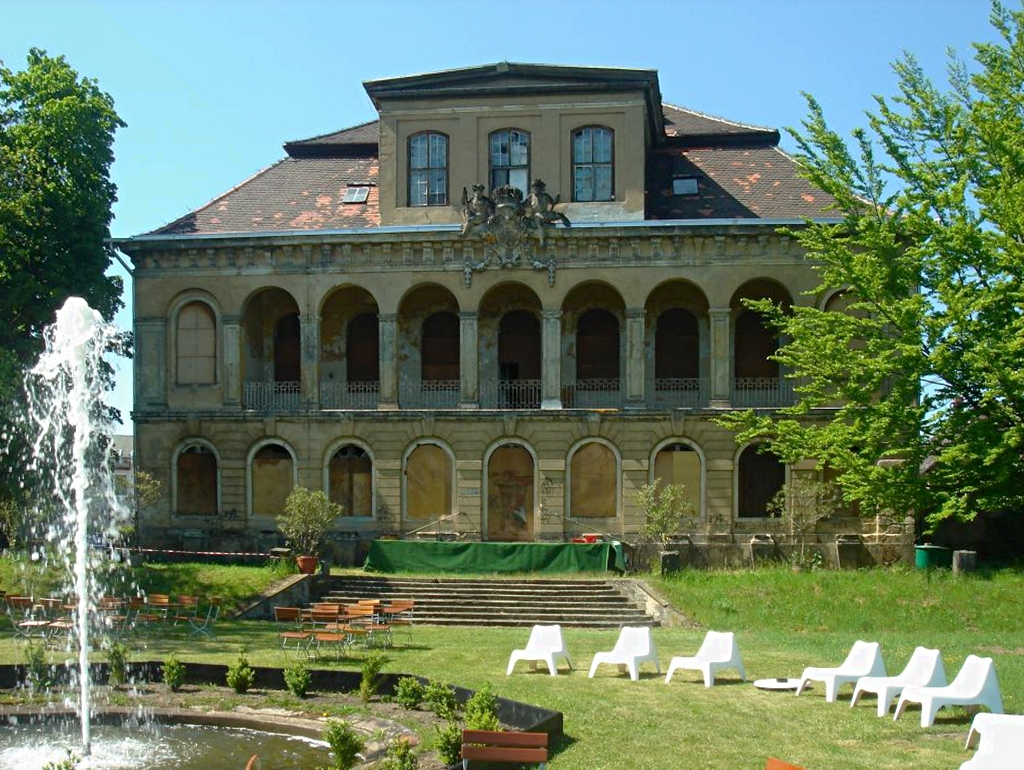
Schloss Übigau
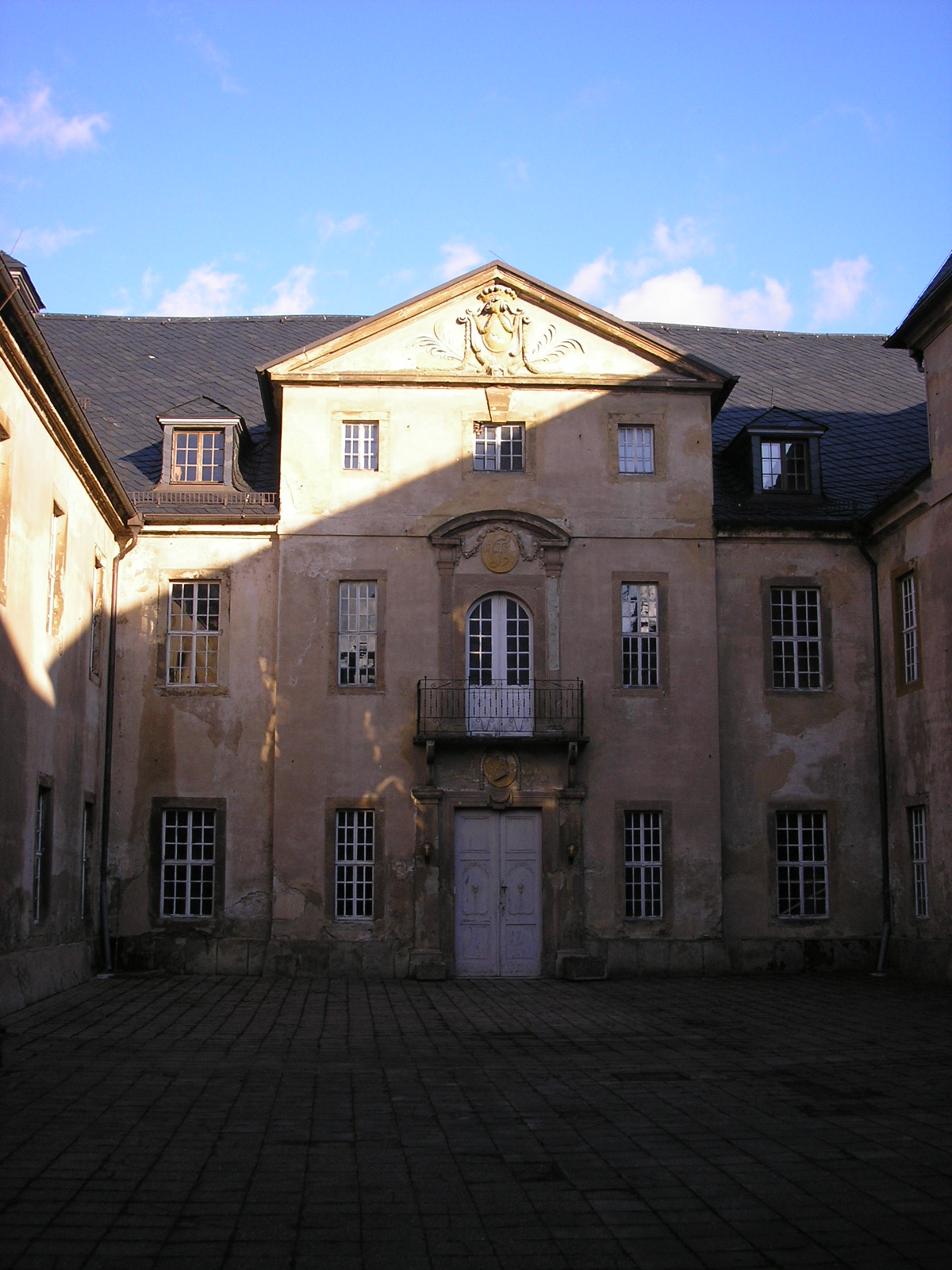
Schloss Crossen, Thüringen
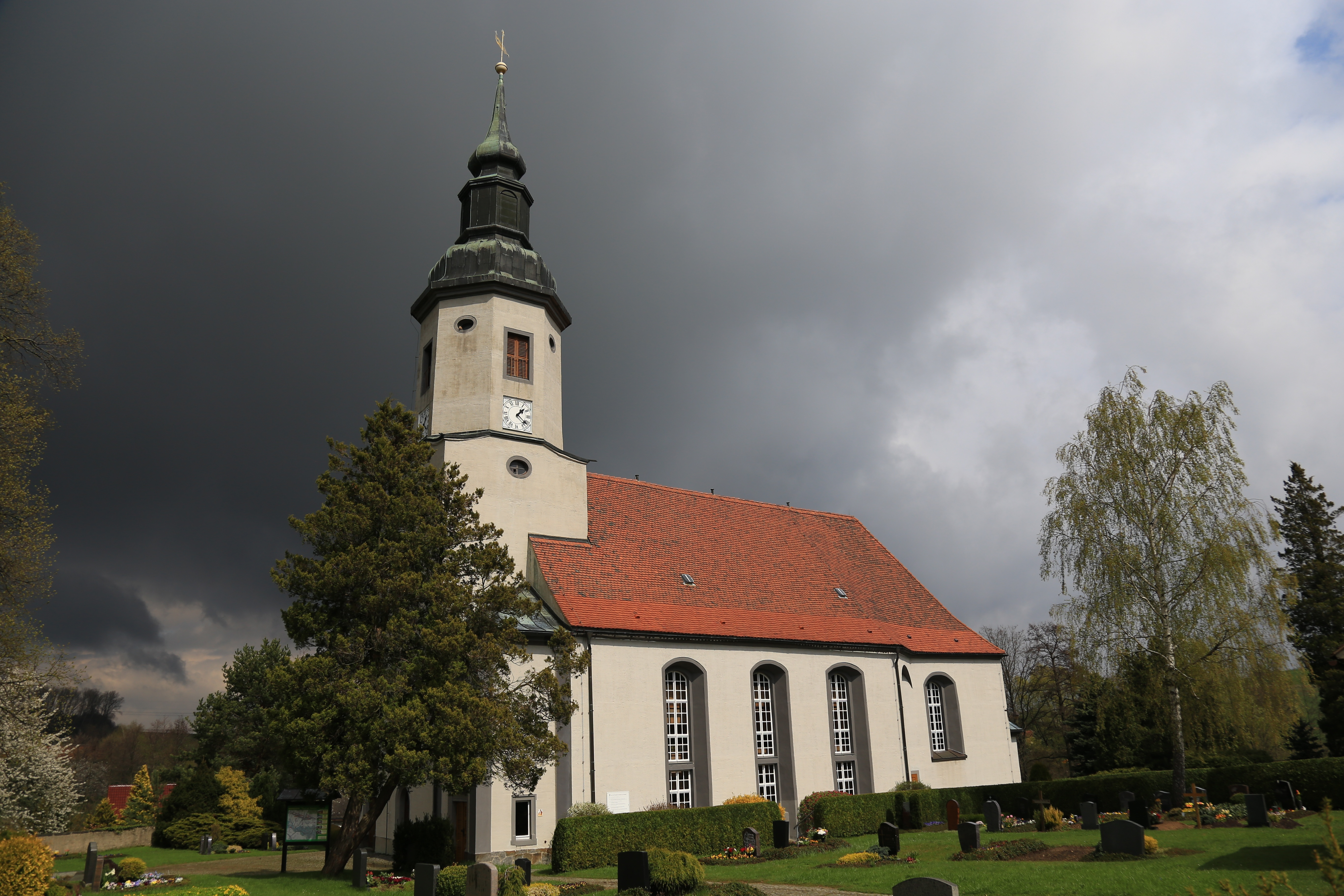
Marienkirche Putzkau (Grablege)

## Trivia
In der Filmreihe Sachsens Glanz und Preußens Gloria wurde Flemming vom Schauspieler Alfred Struwe verkörpert.

## Weblinks

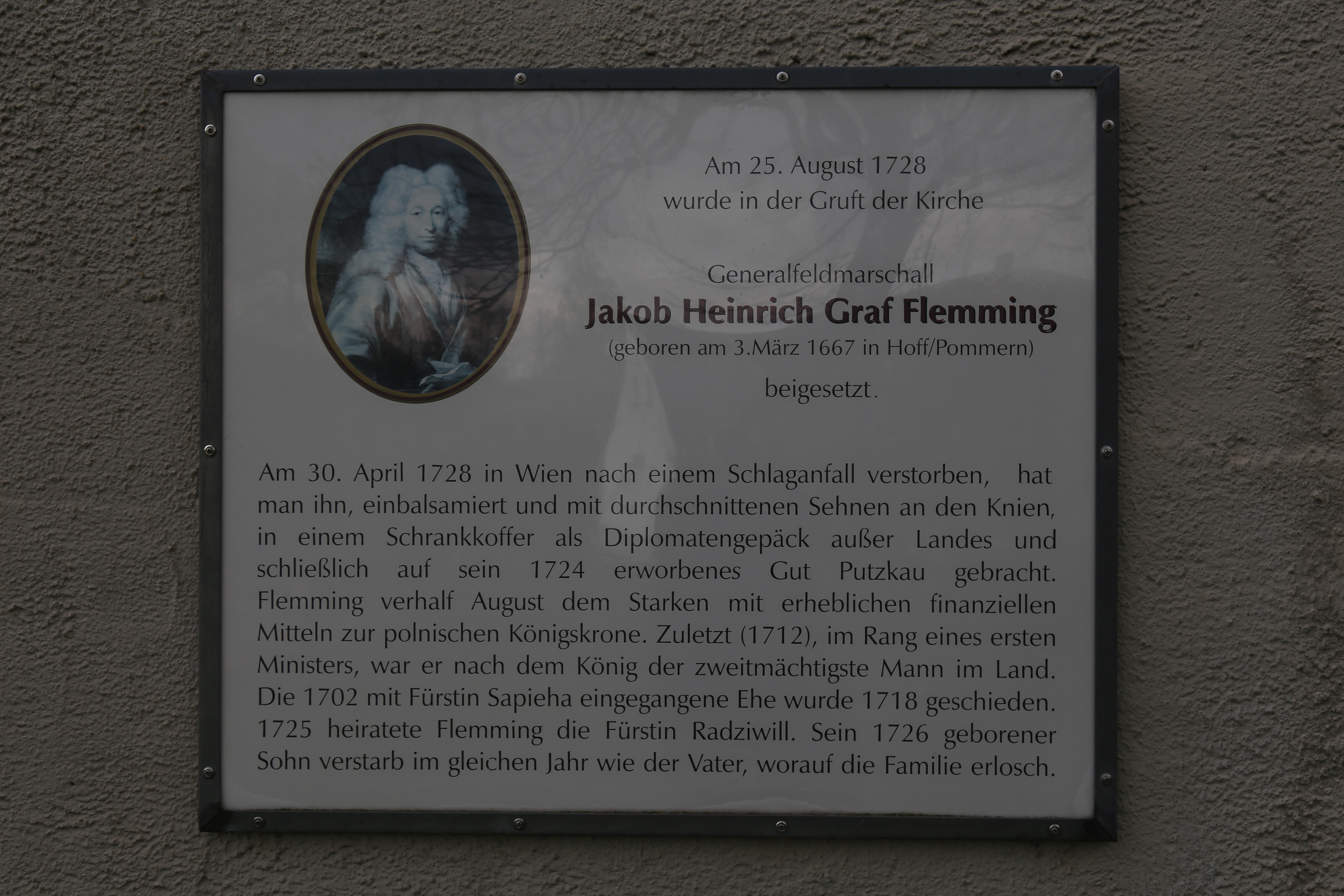
Gedenktafel an der Marienkirche in Putzkau